# Gulnande stinkkremla
Gulnande stinkkremla (Russula subfoetens) är en svampart som beskrevs av Wm.G. Sm. 1873. Gulnande stinkkremla ingår i släktet kremlor och familjen kremlor och riskor.  Arten är reproducerande i Sverige. Inga underarter finns listade i Catalogue of Life.

## Källor

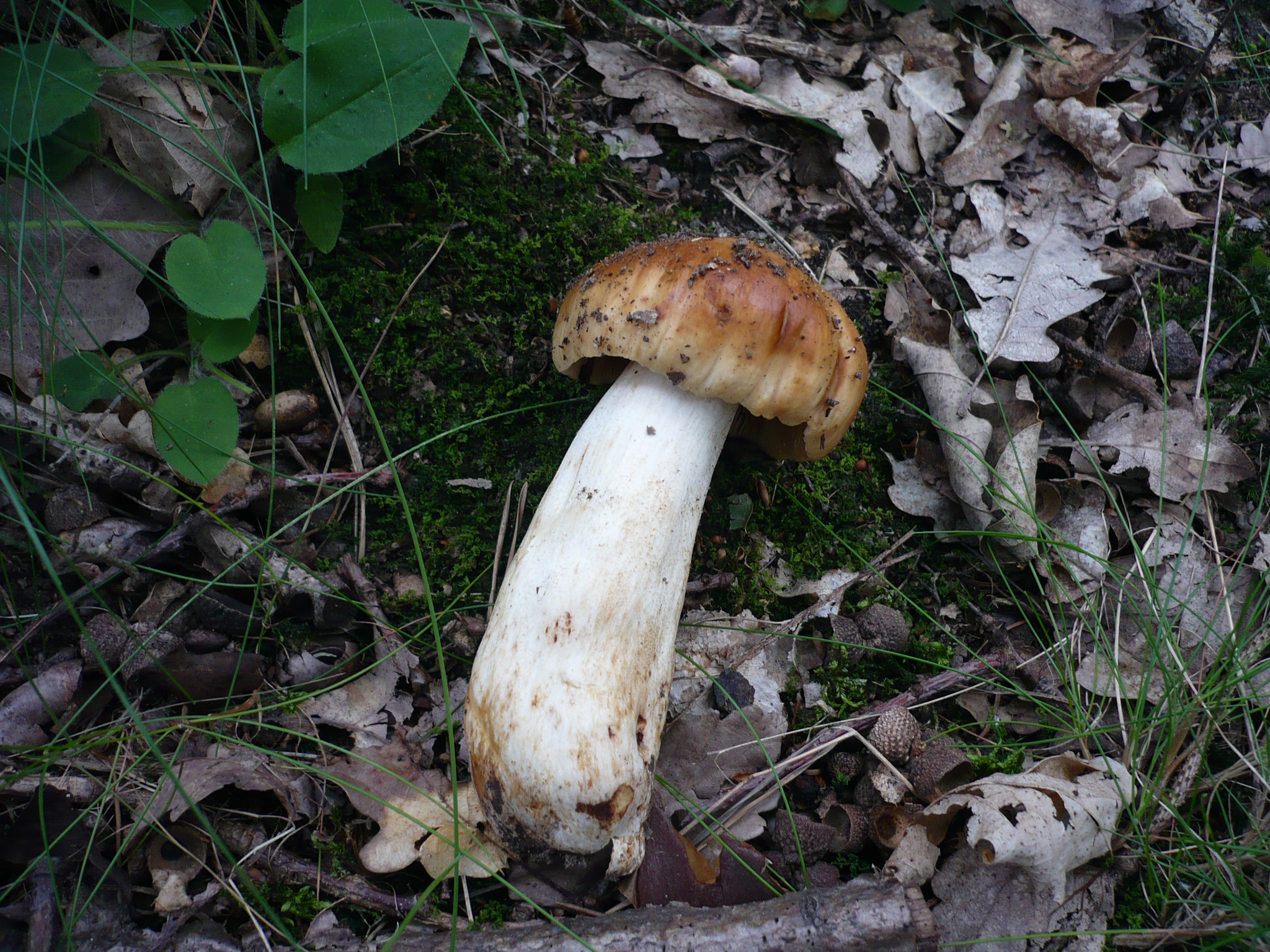
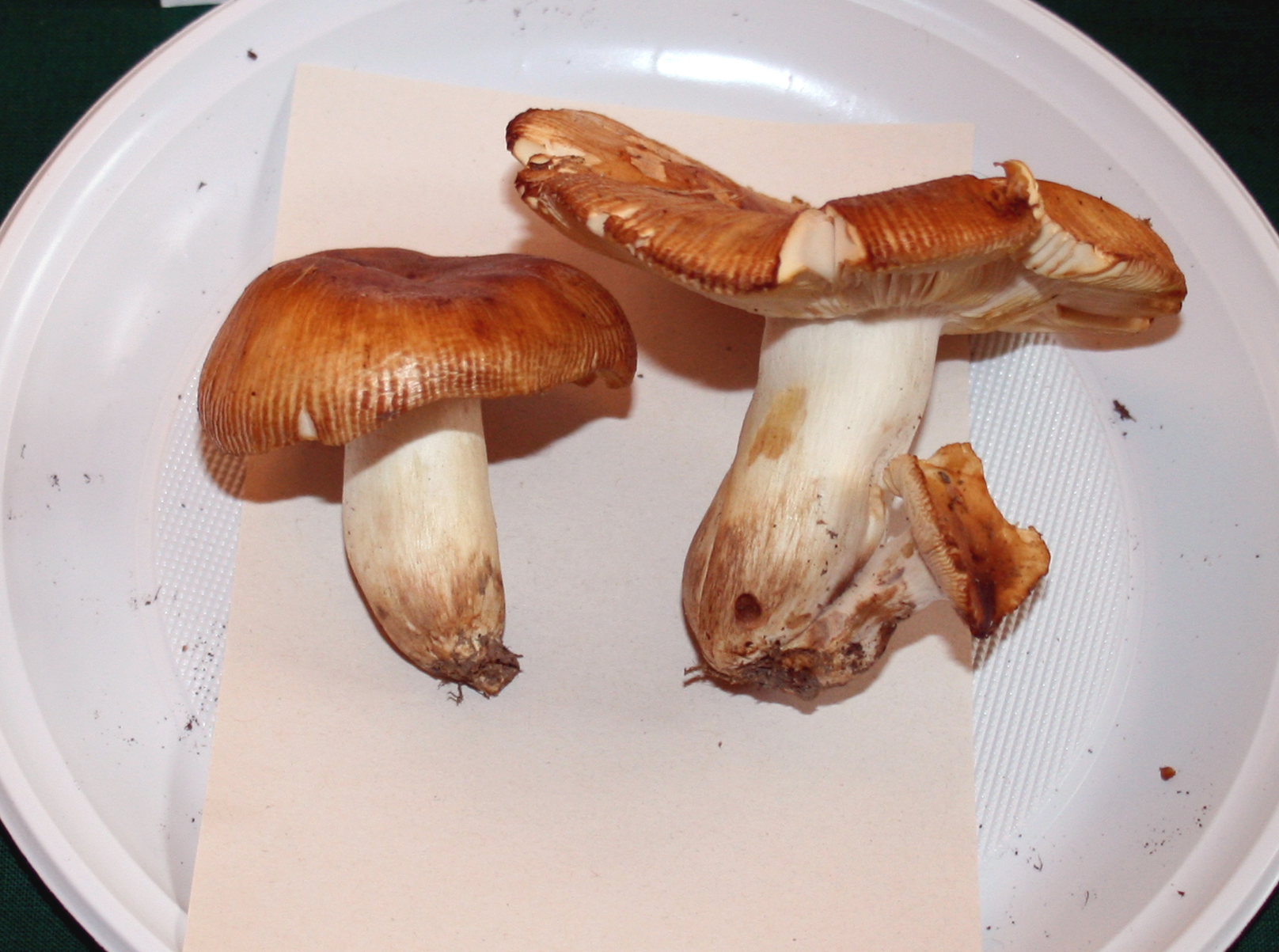
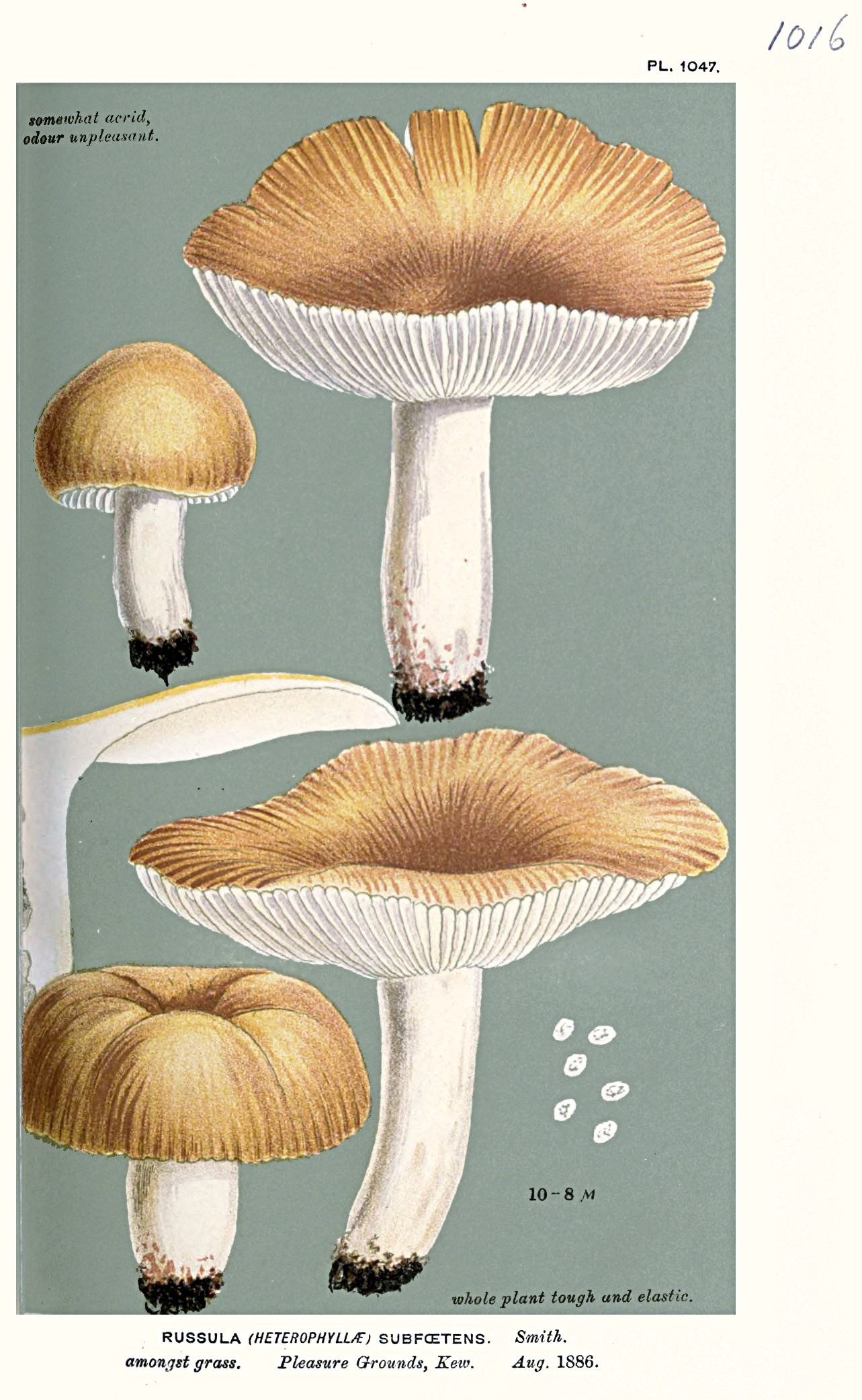